# Нетачно (логика)
У логици, лажно или нетачно је истинитосна вредност или нуларни логички везник. У систему исказне логике заснованом на функцији истине постоје две претпостављене истинитосне вредности, а то су негација и истина. Уобичајене ознаке за нетачно су 0 (нарочито у Буловој логици и информатици), О (као префикс, нпр Opq), и као не Те симбол ⊥.
Постоји још један приступ који се користи у неколико формалних теорија (на пример, у исказном рачуну заснованом на интуиционизму)где је нетачно исказна константа (тј. нуларни везник)⊥, која је као истинитосна вредност увек нетачна.

## У класичној логици и Буловој логици
Булова логика дефинише нетачно у оба смисла наведена горе: "0" је исказна константна, чија је вредност по дефиницији 0. У класичном исказном рачуну, у зависности од одабраних скупова основних везника, нетачно може али и не мора имати наменски симбол. Као код формула p ∧ ¬p и ¬(p → p).
У оба система негација тачног даје нетачно. Негација нетачног је еквивалентно са тачним и то не само у класичној и Буловој логици већ и у већини других логичких системима, као што је објашњено испод.

## Нетачно, негација, контрадикција
У већини логичких системима, негација, импликација и нетачно се односе као:
¬p ⇔ (p → ⊥)
Ово је дефиниција негације у неким системима, као у интуиционој логици, и може се доказати у исказном рачуну где је негација основни везник. Зато што је p → p обично теорема или аксиом, последица је да је негирање нетачног (¬ ⊥) тачно.
Контрадикција је изјава која подразумева лажно, односно φ ⊢ ⊥. Користећи горњу еквиваленцију, чињеница да је φ контрадикција може да се изведе, на пример, из ⊢ ¬φ. Контрадикција и лажно се понекад не разликују, посебно због тога јер латински израз falsum означава оба. Контрадикције значи да треба да се докаже да је исказ нетачан, али само нетачно је исказ који је дефинисан као супротност истини.
Логички системи могу или и не морају да садрже принцип експлозије (на латинском, ex falso quodlibet), ⊥ ⊢ φ.

## Непротивречност
Формална теорија која користи везник "⊥" је непротивречна ако и само ако нетачно није у њеној теореми. У одсуству исказних константи неке замене, као оне које су већ поменуте горе се могу користити уместо доказивања противречности.